# 2011 FIFA女子ワールドカップ・決勝
2011 FIFA女子ワールドカップ・決勝は、2011年7月17日に日本（なでしこJAPAN）とアメリカ合衆国との間で、ドイツのFIFA女子ワールドカップスタジアム・フランクフルト（フランクフルト）を会場に行われた。延長戦でも決着がつかず、PK戦にて日本がアメリカを3-1で下し大会初優勝を成し遂げた。

## チーム
決勝に駒を進めたアメリカは、第1回大会を制して以来、女子サッカー界の強豪チームであり続けている。対する日本は対アメリカ戦通算成績0勝21敗3分と、すべての直接対決で勝利を挙げたことは無かった。当時のFIFA女子ランキングは日本4位に対しアメリカは1位。
ワールドカップにはどちらも6大会連続6回目の出場になるが、第1回と第3回でも優勝を遂げ、他の3大会でいずれも3位となったアメリカに対し、日本の過去最高位はベスト8に止まっていた。両チームは過去の大会で2度対戦したが、1991年には予選で3-0、1995年には準々決勝で4-0と、ともにアメリカの勝利で終わった。日本の決勝進出はアジアサッカー連盟（AFC）所属チームとしては1999年の第3回大会における中国以来2チーム目で、優勝すると（男子を含めた年齢制限のない）FIFAワールドカップでは初のAFC勢の栄冠となる。

## 準決勝までの戦い
2010年のCONCACAF女子ゴールドカップで3位にとどまったアメリカは、プレーオフでイタリアに勝利して出場権を最後に獲得した。一方の日本は2010年のAFC女子アジアカップで3位となり、この時点で出場が決まった。
本大会のグループリーグでは、アメリカはグループCで唯一負けたスウェーデンに次ぐ2位で通過、決勝トーナメントは準々決勝でブラジルにPK戦で勝利し、フランスに3-1で勝って決勝に駒を進めた。日本もグループBでイングランドに敗れ、2位で通過した。決勝トーナメントでは準々決勝でホスト国のドイツを延長戦の末に下し、準決勝でスウェーデンを破って決勝進出を決めた。なお、今回はどちらのチームが勝ってもグループリーグで敗北を経験した初の優勝国となる。
日本の進撃は一般には予想外のもので、イギリスのブックメーカー「ラドブロークス」による優勝オッズは大会前には15.0倍だった。準決勝進出時には3.6倍に跳ね上がったが、同時点でのアメリカのオッズは1.9倍であった。
| チーム           | 試合 | 勝利 | 引分 | 敗戦 | 得点 | 失点 | 点差 | 勝点 |
| ---------------- | ---- | ---- | ---- | ---- | ---- | ---- | ---- | ---- |
| イングランド     | 3    | 2    | 1    | 0    | 5    | 2    | +3   | 7    |
| 日本             | 3    | 2    | 0    | 1    | 6    | 3    | +3   | 6    |
| メキシコ         | 3    | 0    | 2    | 1    | 3    | 7    | -4   | 2    |
| ニュージーランド | 3    | 0    | 1    | 2    | 4    | 6    | -2   | 1    |

| チーム         | 試合 | 勝利 | 引分 | 敗戦 | 得点 | 失点 | 点差 | 勝点 |
| -------------- | ---- | ---- | ---- | ---- | ---- | ---- | ---- | ---- |
| スウェーデン   | 3    | 3    | 0    | 0    | 4    | 1    | +3   | 9    |
| アメリカ合衆国 | 3    | 2    | 0    | 1    | 6    | 2    | +4   | 6    |
| 北朝鮮         | 3    | 0    | 1    | 2    | 0    | 3    | -3   | 1    |
| コロンビア     | 3    | 0    | 1    | 2    | 0    | 4    | -4   | 1    |

## 決勝

### 試合前
試合開始の5時間前、日本チームは宿泊するホテルの会議室で、日本女子サッカーの歴史を纏めたビデオを見た。過去の歴代代表が経験した努力と苦難を見て、阪口夢穂は彼女たちのためにも頑張る動機づけを得たと言った。

### 前半
日本は準決勝と同じ布陣で臨んだ。アメリカのエースストライカー、アビー・ワンバックへのインタビューによると、アメリカは早い段階で勝利を確定づけようと猛攻を仕掛ける方針を決めていた。それは、キックオフ直前のホイッスルが鳴った直後にワンバックがセンターサークル内に駆け込んだ事からもうかがえ、安藤梢は敵の意図に気づいた。立ち上がりは、アメリカの思惑通り進んだ。開始後1分でローレン・チェニー（英語版）がドリブルで持ち込んでシュートを放ち、その後も8、9、11分さらに12、16、18分と立て続けにシュートを打つがいずれも枠を捉えられなかった。しかしそれでも焦りは無く、ワンバックも得点は時間の問題だと考えていた。日本のキープレイヤー澤穂希は守備に追われて攻撃に転じられず、チーム全体も慌ててロングパスを多用しては相手に取られる場面が続いた。
この悪いリズムに日本の佐々木則夫監督は、15分頃に落ち着いてボールを味方内で廻すよう指示を出した。これをいち早くGKの海堀あゆみが汲み取り、間を取るためにロングフィードからDFへのパスへ切り替え出した。DFの岩清水梓も同様に周囲に声を掛けながら自陣でパスを回す時間を取り、攻撃を促す観客のブーイングに惑わされず、自分たちのペースを徐々に掴み始めた。
しかし、アメリカの猛攻は止む事を知らず、前半29分にはワンバックが左足で強烈なミドルシュートを放ったがクロスバーに助けられた。これに耐えながら、MFの宮間あやはパスを繋げる自分たちのスタイルを少しずつ取り戻したことで視野が広がり、冷静さを持って攻撃への展開を作ることができるようになってきた。ワンバックも、日本が自信を取り戻しつつあることを感じ取っていた。
前半は両チーム無得点で終わった。日本は悪夢のような劣勢に立たされつつも、幸運も味方につけ、ボール支配率は上回っていた。

### ハーフタイム
ワンバックはいらだちを感じていた。チームは数多いシュートを放ちながら得点を獲られなかった。日本は眼に見えて自信を回復してきた。ワンバックの思惑は全く外れてしまった。
一方の日本は、目指していた通りの展開になったと話し合っていた。前半を無失点で乗り切ることは当初からの狙いであった上、チームの雰囲気も良くなり、ラッキーに恵まれた局面もあった。グループリーグで唯一の黒星となったイングランド戦の反省から、体格で劣る日本人が勝つには細かなパス回しを主軸とする自分たちのスタイル堅持が必要と話し合っていたなでしこたちは、苦しい前半戦の中でそれを取り戻せたことに自信を深めていた。そして後半にこそ何とか先制点をと、日本はピッチに向かった。

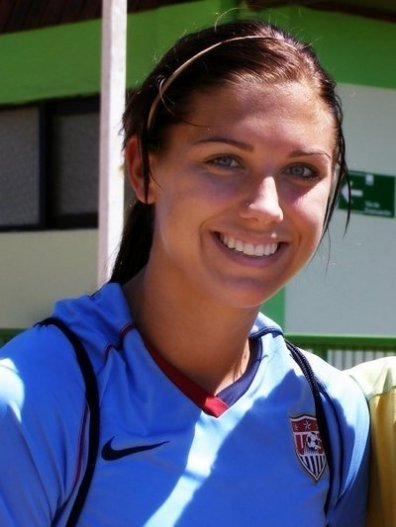
先制点を挙げたアレックス・モーガン。

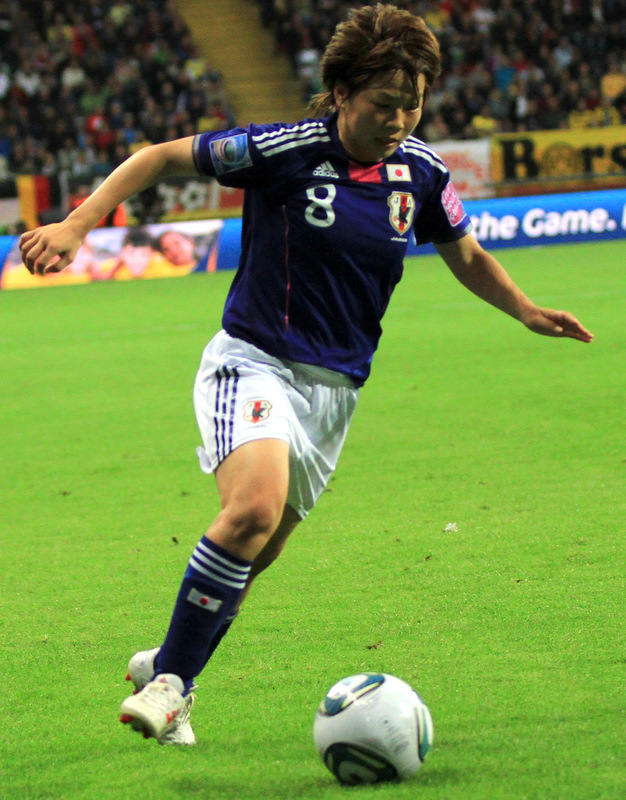
宮間の同点打は瞬間の駆け引きの結果だった。

### 後半
アメリカは後半を迎えるにあたり、戦略を修正した。日本のボールポゼッションに慌てて攻め急がず、日本が攻撃で前がかりになったところでボールを奪い、素早いカウンター狙いに切り替えた。そのために前線に突破力に優れるアレックス・モーガンを投入した。早速後半1分にはクロスに合わせたモーガンがシュートを放つが、ゴールポストに阻まれた。後半18分には日本が攻め、大野忍がDFの裏を取る飛び出しを見せたがオフサイドの旗が上がった。これにはアメリカで中継放送をしたESPNさえミスジャッジとコメントした。
途中までは五分の展開が続いたが、やがてアメリカの戦略が当たる。後半21分に日本がメンバー2人を入れ替えた直後の24分、前線でFWの永里優季の判断が遅れDF3人に囲まれボールを奪われると、素早いカウンターからミーガン・ラピノーがロングフィードを放ち、俊足のモーガンがDF陣を破り、熊谷紗希が必死で飛び込むも届かず先制点を奪った。この1点でワンバックはチームの勝利を確信したという。そして日本には動揺が走った。攻めていたはずが速攻で反転されて中央突破を許し、DF陣の隙を突くアメリカが最も得意とするスタイルでゴールを決められ、やはり勝てないのかと意気消沈しかかった。
その時、キャプテンの澤が周囲にかけた「あきらめるな、行こう」という声に、日本はまだやれると意気を奮い立たせた。そして残り20分頃、それまで左右に並んでいたボランチの澤が攻撃重視のトップ下に出て、中盤の守備は阪口が専念するようポジションを縦並びに変えた。まずは同点に追いつかなければならないと、阪口は点にからめる澤を送り出した。これが日本に流れをもたらし、波状攻撃を仕掛けて何度もチャンスを作り出せるようになった。
1点が入ったことでアメリカの動きは鈍くなった。それに対し日本は、疲れをものとせず走り続けた。そして後半36分、高い位置で永里が前線で寄せ、ボールを奪った川澄奈穂美が右サイドへ深く切り込んだ永里へパスを通し、上げたセンタリングをFWの丸山桂里奈がからんだ。混乱の中アメリカのDFがクリアしようとした時、自陣から約50mを一気に駆け上がって来たMFの宮間が飛び込み、体でのワントラップを挟み左足でゴールを決めた。シュートの瞬間、宮間はインステップで向かって右に蹴ろうとしたがGKホープ・ソロに読まれたと感じて刹那にアウトサイドを使った左狙いに切り替えていた。
その後両チームは互角に戦い、終盤にはアメリカがパワープレーを仕掛けるも得点は入らず1-1のまま試合は延長戦に持ち込まれた。

### 延長前半
延長戦でもコーナーキックやロングパスなどを積極的なシュートへ繋げて攻めるアメリカと、守る日本の図式は続いた。

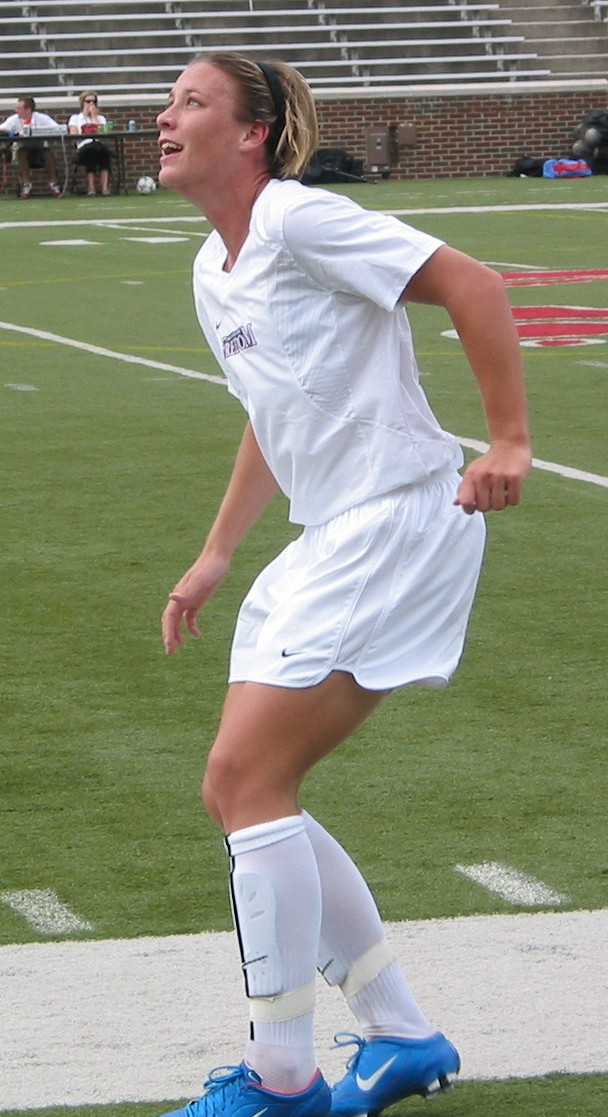
ヘディングを決めた時、ワンバックは「これで終わった」と思った。

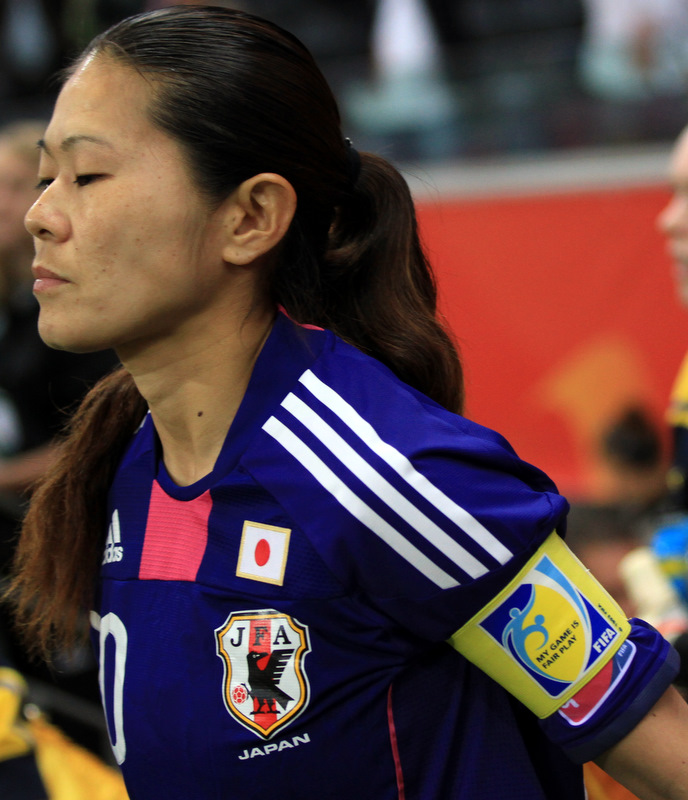
起死回生のシュートを決めた結果を澤は眼で追えず、歓声と駆け寄るチームメイトの姿からゴールが決まった事を知った。

そして14分、澤のクリアミスをアメリカが拾い、センタリングをペナルティエリアでフリーになったワンバックが決めた。延長でリードを許してしまうと追いつく事はとても難しく、何より心がくじけてしまう。ワンバックはこれで雌雄は決したと思った。しかし、川澄奈穂美は永里と「このくらいの方が楽しい」と言葉を交わし、宮間も大事なのはこの後だと考えていた。日本の心は折れず、逆に結束力を高めてアメリカに迫ったが、得点の動きは無かった。

### 延長後半
前半終了後のわずかな時間、FWの川澄は佐々木監督に進言し、丸山とポジションを入れ替えて右のウイングに入った。運動量豊富な自分がこのポジションにいれば、アメリカのボールを奪い攻撃へ転じやすいと考えたためである。川澄は3、4分の攻撃の起点となったが、これはゴールには結びつかなかった。後が無い日本は両SBの近賀ゆかりと鮫島彩もポジションを上げ、攻撃の厚みを増した。
この勢いの中、近賀がオーバーラップを仕掛け澤のパスを受けてゴール前に迫ったが、得点には至らなかった。だが、これで日本は左サイドからのコーナーキックを得た。その直前のプレーでGKのソロが負傷し治療を受けて中断されたわずかな時間、宮間・阪口・澤の3人が集まった。阪口の示唆に宮間が「ニアに蹴る」と言い、それに澤が「一番に飛び込む」と答えた。12分、宮間のキックに飛び出した澤はニアサイドで右足を伸ばし、触れたボールはワンバックの体に当たってアメリカのゴールに突き刺さった。
残り3分で掴めた勝利が手からこぼれ、アメリカの選手たちは立ちすくんだ。しかし最後の攻撃を仕掛け、アディショナルタイムの16分に縦のパスからモーガンが抜け出した。これを岩清水が身を挺して阻止したが、相手と接触しFKを与えた上に岩清水はレッドカードを受けてしまった。人生初の退場処分を受けた岩清水がピッチを去った後、カーリー・ロイドが放つFKを日本は懸命に守った。そしてタイムアウトを迎え、TVで観戦するオバマ大統領がツイッターで「タフな試合」と評した激闘は引き分けに終わり、PK戦に持ち込まれた。

### PK戦
PKの順番を決める際、日本側ではエースの澤がキックを嫌がった。川澄はめったにないチャンスだからと勧めたが固辞し、GKの後に決まった。一方で4番目に指名されたDFの熊谷は、佐々木監督の説明「背番号が4だから」に苦笑した。組んだ円陣の中、佐々木監督は笑顔で「楽しんでこい」と選手を送り出した。その輪の中、GK海堀の表情は厳しかった。攻撃陣が得点し追いついてくれたが、2失点を喫した自分の頑張りどころはこれからと気合を入れていた。
コイントスでPKはアメリカが先攻となった。1人目のシャノン・ボックスが中央寄りのシュートを放ち左に跳んだ海堀の裏をかいたように見えたが、反応して出された右足に弾かれた。続くロイドは枠を外し、3人目のトビン・ヒースも狙った左側を阻まれた。

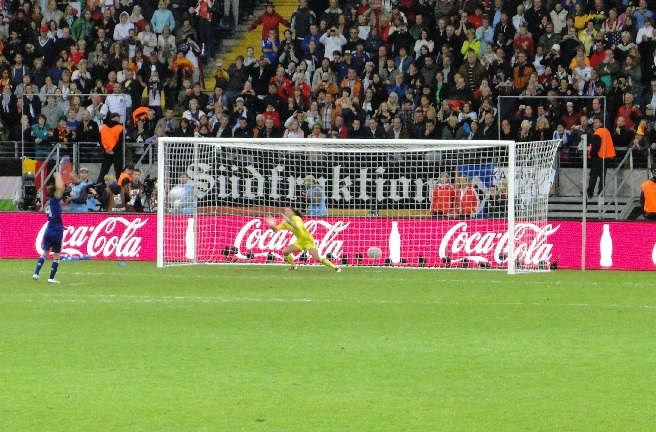
熊谷が決勝のPKを決める。

日本側は宮間が遠藤保仁を彷彿とさせる落ち着きで決め、永里が止められたが阪口が続き2-0となった。アメリカの4人目ワンバックは成功したが、次を決めれば日本が勝利する状況に変わりはなかった。それまで味方を信じ集中するためキックにあえて眼を向けなかった海堀と、退場後は通路のモニターから視線を外さず祈り続けていた岩清水が見つめる先で、狙いを読まれたくないと一度夜空を見上げた熊谷のシュートはゴールの左上に突き刺さり、サッカー日本女子代表はワールドカップ初優勝を遂げた。

## 結果
- 試合開始時刻は現地時間（UTC+2、中央ヨーロッパ夏時間）

| 日本                        | 2 - 2 (延長) | アメリカ合衆国                            |
| --------------------------- | ------------ | ----------------------------------------- |
| - 宮間 81分 - 澤 117分      | レポート     | - モーガン 69分 - ワンバック 104分        |
| PK戦                        |              |                                           |
| - 宮間 - 永里 - 阪口 - 熊谷 | 3 - 1        | - ボックス - ロイド - ヒース - ワンバック |

| 日本 | アメリカ合衆国 |

| 日本:      |    |            |         |            |
|            |    |            |         |            |
| GK         | 21 | 海堀あゆみ |         |            |
| RB         | 2  | 近賀ゆかり |         |            |
| CB         | 3  | 岩清水梓   | 120+1分 |            |
| CB         | 4  | 熊谷紗希   |         |            |
| LB         | 15 | 鮫島彩     |         |            |
| CM         | 6  | 阪口夢穂   |         |            |
| CM         | 10 | 澤穂希     |         |            |
| RW         | 11 | 大野忍     |         | 66分       |
| LW         | 8  | 宮間あや   | 97分    |            |
| CF         | 7  | 安藤梢     |         | 66分       |
| CF         | 9  | 川澄奈穂美 |         |            |
| 途中出場:  |    |            |         |            |
| FW         | 18 | 丸山桂里奈 |         | 66分 119分 |
| FW         | 17 | 永里優季   |         | 66分       |
| FW         | 20 | 岩渕真奈   |         | 119分      |
| 監督:      |    |            |         |            |
| 佐々木則夫 |    |            |         |            |

| アメリカ合衆国:    |    |                              |  |       |
|                    |    |                              |  |       |
| GK                 | 1  | ホープ・ソロ                 |  |       |
| RB                 | 11 | アレックス・クリーガー       |  |       |
| CB                 | 19 | レイチェル・ビューラー       |  |       |
| CB                 | 3  | クリスティ・ランポーン       |  |       |
| LB                 | 6  | エイミー・レペイルベット     |  |       |
| CM                 | 10 | カーリー・ロイド             |  |       |
| CM                 | 7  | シャノン・ボックス           |  |       |
| RW                 | 9  | ヘザー・オライリー           |  |       |
| LW                 | 15 | ミーガン・ラピノー           |  | 114分 |
| SS                 | 12 | ローレン・チェニー（英語版） |  | 46分  |
| CF                 | 20 | アビー・ワンバック           |  |       |
| 途中出場:          |    |                              |  |       |
| FW                 | 13 | アレックス・モーガン         |  | 46分  |
| MF                 | 17 | トビン・ヒース               |  | 114分 |
| 監督:              |    |                              |  |       |
| ピア・スンドハーゲ |    |                              |  |       |

| プレーヤー・オブ・ザ・マッチ: 海堀あゆみ 副審: マリナ･ウォズニアック カトリン・ラファルスキー 第4の審判員: イェニー・パルムクヴィスト |

| [ 46 ] [ 47 ]  | 日本 | アメリカ |
| -------------- | ---- | -------- |
| 枠内シュート数 | 6    | 8        |
| 枠外シュート数 | 8    | 16       |
| コーナーキック | 4    | 8        |
| ファウル数     | 11   | 10       |
| ポゼッション   | 53%  | 47%      |